# Jennersdorf
Jennersdorf (en húngaro, Gyanafalva; en esloveno, Ženavci) es una ciudad situada en el distrito de Jennersdorf, en el estado de Burgenland, Austria. Tiene una población estimada, a inicios de 2023, de 4143 habitantes.